# Heterogorgia muricelloides
Heterogorgia muricelloides är en korallart som beskrevs av Nutting 1910. Heterogorgia muricelloides ingår i släktet Heterogorgia och familjen Plexauridae. Inga underarter finns listade i Catalogue of Life.